# عليشاه (فاروج)
عليشاه (بالفارسية: علیشاه) هي مستوطنة تقع في قسم فاروج الريفي في إيران. يقدر عدد سكانها بـ 37 نسمة .